# 조난정 (구마모토현)
조난정(일본어: 城南町)은 일본 구마모토현 중앙부에 있었던 시모마시키군의 정이다. 정명의 유래는 구마모토성의 남쪽에 위치하는 데에서 온 것이다.

## 지리
무코자카 산을 수원으로 해 야마토정·미사토정·고사정·미후네정을 지나 조난 정의 북쪽을 서쪽을 향해 흘러 가시마정이나 구마모토시와의 경계를 이루는 미도리가와 강과 우키시 도요노 정에서 출발해 조난 정의 동남쪽에서 북서쪽을 가로질러 도미아이 정을 거쳐 미도리가와 강으로 흘러 들어가고 있는 하마도 강이라는 2개의 하천을 가지고 있다.
정의 북부는 비옥한 논지대를 가지고 가시마 정의 이온 몰 구마모토 쿠레아에도 가까운 스기가미 지구(옛 스기가미 촌), 중부는 정사무소나 중학교, 상가나 조난 정 B&G해양 센터 등이 있어 조난 정의 중추를 담당하고 있는 구마노쇼 지구(옛 구마노쇼 정), 남부는 쓰카하라 고분 공원이나 구마모토 조난 컨츄리클럽, 구마모토 조난 온천 스포츠 문화 센터 등이 있는 도요타 지구(옛 도요타 촌)이다. 세 지구는 원래 다른 자치체였지만 원래 관계가 강해 1955년에 합병하게 되었다.

## 인접한 자치체
- 구마모토시
- 우토시
- 우키시
- 가미마시키군 : 고사정·미후네정·가시마정

## 역사
- 1955년 3월 1일 - 구마노쇼 정·스기가미 촌·도요타 촌이 신설 합병해 조난 정이 성립하였다.
- 2010년 3월 23일 - 구마모토시에 편입되었다.

## 교통

### 도로
- 국도 266호선

## 참고 문헌
- 角川日本地名大辞典編纂委員会, 『角川日本地名大辞典 43 熊本県』1987, 角川書店